# Чхетиани, Георгий
Гео́ргий Чхетиа́ни (груз. გიორგი ჩხეტიანი; род. 20 февраля 2003, Тбилиси, Грузия) — грузинский футболист, защитник клуба «Динамо» (Тбилиси) и сборной Грузии по футболу до 19 лет.

## Карьера

### «Динамо Тбилиси»
Воспитанник академии тбилисского «Динамо». В июле 2021 года стал игроком основной команды клуба. Дебютировал в Эровнули Лиге в августе 2021 года в матче с «Сабуртало», заменив Нодара Кавтарадзе на 72-й минуте.

### «Брага»
В сентябре 2021 года отправился в аренду в клуб «Брага», где был заявлен за молодёжную и основную команду. В Лиге Ревелацао (до 23 лет) сыграл в матче с «Эшторилом». Отличился голевой передачей в матче с клубом «Лейшойнш». В Молодёжной лиге дебютировал в матче против «Фамаликан» (до 23).